# Chiesa dei Santi Sebastiano e Rocco (Arzignano)
La Chiesa dei Santi Sebastiano e Rocco è la chiesa parrocchiale di Pugnello, frazione di Arzignano, in provincia e diocesi di Vicenza.

## Storia
La chiesa di Pugnello è stata costruita tra il 1877 e il 1881, per poi essere ultimata nel 1885. È stata consacrata il 7 settembre 1914 dall'allora vescovo di Vicenza Ferdinando Rodolfi.

## Descrizione

### Facciata
La chiesa tardo-neoclassica di Pugnello presenta una facciata con quattro lesene, sormontate da un timpano lavorato in tutti i suoi tre lati. Tra le lesene, le due statue dei santi protettori, Sebastiano e Rocco, poste in due nicchie. Al centro, una porta rettangolare cinta anch'essa di una sua cornice e un timpanetto.